# Полоха (железнодорожная станция)
Полоха — железнодорожная станция (как населённый пункт) в Няндомском районе Архангельской области.

## География
Находится в юго-западной части Архангельской области на расстоянии приблизительно 24 км на юг по прямой от административного центра района города Няндома у железнодорожной линии Москва-Архангельск.

## История
Станция была открыта в 1932 году. До 2022 года входила в состав Няндомского городского поселения.

## Население
| 2002 | 2010 | 2012 |
| ---- | ---- | ---- |
| 168  | ↘91  | ↘87  |

Численность населения: 170 человек (русские 90 %) в 2002 году, 91 в 2010.